# Tyler Guyton
Tyler Guyton (Manor, 11 giugno 2001) è un giocatore di football americano statunitense che milita nel ruolo di offensive tackle per i Dallas Cowboys della National Football League (NFL).

## Carriera universitaria
Nella sua prima stagione a TCU nel 2020, Guyton disputò una sola partita. Nel 2021 disputò otto partite, di cui una come titolare. In una partita contro Iowa State segnò un touchdown su ricezione. Nel gennaio 2022 si trasferì alla University of Oklahoma per giocare con i Sooners.
Nella prima stagione con i Sooners, Guyton iniziò come tackle sinistro, prima di passare sul lato destro nel finale. Disputò un totale di 400 snap, concedendo solo due sack e nessuna quarterback hit.
Con Wanya Morris e Anton Harrison passati tra i professionisti, nel 2023 Guyton nella stagione 2023 fu il tackle destro titolare.

## Carriera professionistica

### Dallas Cowboys
Worthy fu scelto nel corso del primo giro (29º assoluto) del Draft NFL 2024 dai Dallas Cowboys. Debuttò come professionista partendo come titolare nella gara del primo turno vinta contro i Cleveland Browns. La sua stagione da rookie si chiuse con 15 presenze, di cui 11 come titolare.